# Alectra trinervis
Alectra trinervis är en snyltrotsväxtart som beskrevs av William Botting Hemsley. Alectra trinervis ingår i släktet Alectra och familjen snyltrotsväxter. Inga underarter finns listade i Catalogue of Life.